# Roseburg North
Roseburg North es un lugar designado por el censo ubicado en el condado de Douglas en el estado estadounidense de Oregón. En el año 2000 tenía una población de 5.473 habitantes y una densidad poblacional de 92.8 personas por km². Para el 2010, la población ya era 5.912.

## Geografía
Roseburg North se encuentra ubicada en las coordenadas 43°15′32″N 123°20′8″O / 43.25889, -123.33556.

## Demografía
Según la Oficina del Censo en 2000 los ingresos medios por hogar en la localidad eran de $35,684, y los ingresos medios por familia eran $43,013. Los hombres tenían unos ingresos medios de $35,370 frente a los $21,953 para las mujeres. La renta per cápita para la localidad era de $17,705. Alrededor del 9.1% de la población estaban por debajo del umbral de pobreza.